# Бага-Бухус
Бага-Бухус — исчезнувший посёлок в Малодербетовском районе Калмыкии.

## История
Дата основания не установлена. Как дорожная станция на пути от ставки Малодербетовского улуса к городу Чёрный Яр Бага-Бухусы упоминается в Памятной книжке Астраханской губернии на 1914 год.
По состоянию на 1938 год Бага-Бухус являлся административным центром самостоятельного сельсовета в составе Малодербетовского района Калмыцкой АССР. 28 декабря 1943 года калмыцкое население было депортировано, посёлок, как и другие населённые пункты Малодербетовского района был передан в состав Сталинградской области. Решением исполнительного комитета Сталинградского областного совета депутатов трудящихся от 21 января 1944 года №2 переименован в посёлок Красносельский. Постановлением Президиума Верховного Совета РСФСР от 16 октября 1948 года из учетных данных был исключён Багабухусовский сельский совет.
В настоящее время, с августа 2024 года, представителями Рода Баh Бухса организовано проведение мероприятий, по закреплению места для проведения родовых (семейных) обрядов. 10 сентября 2024 года было установлено и 13 сентября 2024 года официально открыто - Баh Бухса Ова. Потомками рода Баh Бухса проводится работа по увековечению и укреплению памяти своих предков, проживавших в п. Бага Бухус.
В 2025 году начаты работы по возведению Ступы Снисхождения с небес и установке на родовом месте рода Баh Бухса. Открытие Ступы запланировано на август - сентябрь 2025 года.
Подробности можно узнать по ссылке: https://vk.com/club230281247